# Weißmetall
Unter der Bezeichnung Weißmetall wird oft eine Gruppe von Legierungen zusammengefasst, die entweder Blei als Hauptbestandteil und Zinn als Begleitkomponente ausweisen, oder es liegt ein umgekehrtes Verhältnis vor, in dem Zinn überwiegt und Blei zum Begleiter wird. Hinzu treten je nach Zweckbestimmung noch weitere Elemente, wie etwa Antimon, Kupfer, Wismut und noch andere.
Die Bezeichnung einer Legierung als Weißmetall ist unverändert gültig, weicht aber zunehmend einer metallurgisch korrekten, genormten Bezeichnung, die besonders die Vielfalt der Lot-Legierungen und die Bedeutung der Lagermetalle berücksichtigt, die bei höherem Bleianteil (z. B. LgPbSn10) als Bleilagermetall oder bei höherem Zinngehalt (z. B. LgSn80) als Zinnlagermetall bezeichnet werden.
Weißmetall ist nicht zu verwechseln mit verzinntem Stahlblech, das als Weißblech bezeichnet wird.

## Gruppierung
Nach einer Einteilung aus dem Anfang des 20. Jahrhunderts werden unter dem Sammelbegriff Weißmetalle unterschieden:
Lote und leichtflüssige Legierungen wie Woodsches Metall
Im 21. Jahrhundert sind Lote für bestimmte Fügetechniken weiterhin unverzichtbar.
Weißlagermetalle
Die Weißlagermetalle wurden im Maschinen- und Automobilzeitalter zum wirtschaftlich und technisch bedeutendsten Teil der Legierungsgruppe Weißmetalle.
Schrift- und Letternmetalle
Schriftmetalle haben zugunsten moderner Drucktechnik weitgehend an Bedeutung verloren, dies gilt ebenso für das dem Druck verbundene Gebiet der Klischeeherstellung. Spezielle Klischeelegierungen (Klischiermetall) erhielten zur Schmelzpunkterniedrigung Zusätze von Antimon und Wismut, oder nur von Wismut und dann bis zu 15 %.
Britanniametall (Geschirrzinn)
Britanniametall, im 19. und 20. Jahrhundert als Geschirrzinn bekannt geworden, verdankte seine Wertschätzung dem Umstand, dass man durch Zusatz von Antimon und Kupfer zu einer Zinnbasis ein zinngleiches Aussehen mit einer die Verwendungsmöglichkeiten erweiternden Härte verbinden konnte. Damit wurde es gegenüber Zinn zu einem sehr stabilen und damit besonders für Essbestecke geeigneten Ausgangsstoff. Ehrenpreise wie Pokale und Teller werden auch heute noch daraus hergestellt.
Legierungen für verschiedene Verwendungszwecke
Zu den Legierungen für verschiedene Verwendungszwecke zählen bzw. zählten so unterschiedliche Dinge wie das militärisch genutzte Hartblei, aber auch Lametta, Stanniolkapseln für Flaschenverschlüsse und  Zinnfiguren.

## Weißlagermetalle

### Verwendung und Eigenschaften
Als Weißmetalllager, später präzisierend als Weißmetallgleitlager bezeichnet, wurden seit dem Ende des 19. Jahrhunderts Legierungen auf der Basis Blei oder Zinn für Gleitlager eingesetzt, etwa in Lokomotiven, Landmaschinen und Werkzeugmaschinen.
Weißmetalllager sind hochbelastbar, unempfindlich gegen kurzfristige Überlastung und weisen gute Notlaufeigenschaften auf.
Die Lager besitzen grundsätzlich eine harte, oft aus Stahl bestehende, Stützschale mit Weißmetallausguss.
Zur Herstellung der Rohlinge wird überwiegend das Schleudergießverfahren genutzt.
Aufgrund der niedrigen Schmelztemperaturen zwischen 180° und max. 350 °C lassen sich Lagerausgüsse aus Rohlingen als Verschleißteile relativ einfach und kostengünstig herstellen. Das ausgegossene Lager wurde durch Honen auf die gewünschte Toleranz gebracht, um die anfängliche Reibung gering zu halten.
Der Antimonanteil in der Legierung erhöht die Härte. Blei und Zinn gewährleisten gemeinsam mit einer zusätzlichen Ölschmierung den reibungsarmen und verlustarmen Lauf des Lagers. In jüngerer Zeit wird auch Tellur als Legierungsbestandteil eingesetzt.
Klassische Einsatzgebiete von Weißmetalllagern jeder Größe sind Dampfturbinen, sowie Wasserkraftwerke mit Pelton-, Francis- oder Rohr- bzw. Kaplan-Turbinen,
Heute werden Weißmetalllager überwiegend in Pleuel- und Kurbelwellenlagern für Automobile eingesetzt.
Zum Recycling lässt sich der Lagerausguss mit geringem Aufwand von der stählernen Stützschale trennen.
Außer als Lager werden Weißmetalllegierungen gelegentlich zur Fertigung von Guß-Modellen in der Gießerei eingesetzt. Auch Medaillen aller Art werden aus der gut bearbeitbaren Legierung gegossen und mit einem optisch aufwertenden Bronzeanstrich überzogen.